# ピーター・サイモンズ
ピーター・サイモンズ（Peter M. Simons、1950年3月23日 - ）は、トリニティ・カレッジ・ダブリンの哲学教授。イギリス学士院フェロー。

## 略歴
サイモンズはマンチェスター大学で学んだ後、ボルトン大学、ザルツブルク大学（現在、同大学哲学名誉教授）、リーズ大学で教鞭をとった。過去にはヨーロッパ分析哲学会の会長を務めた。現在、フランツ・ブレンターノ基金ディレクター。
研究テーマは次の通り。形而上学と存在論、論理学史、中央ヨーロッパ（特に19世紀から20世紀にかけてのオーストリアとポーランド）の哲学史、形而上学の工学やその他哲学以外の分野への応用。業績として2冊の単著と200本以上の論文がある。現在、イギリス学士院の支援のもと、量の形而上学を研究するプロジェクトを進めている。

## 著作
- Parts. A Study In Ontology, Oxford: Clarendon Press, 1987.
- Philosophy and Logic in Central Europe from Bolzano to Tarski. Selected Essays, Dordrecht: Kluwer, 1992.

## 受賞歴
- イギリス学士院フェロー（2004年7月選出）
- 欧州アカデミー会員（2006年選出）